# AgfaPhoto

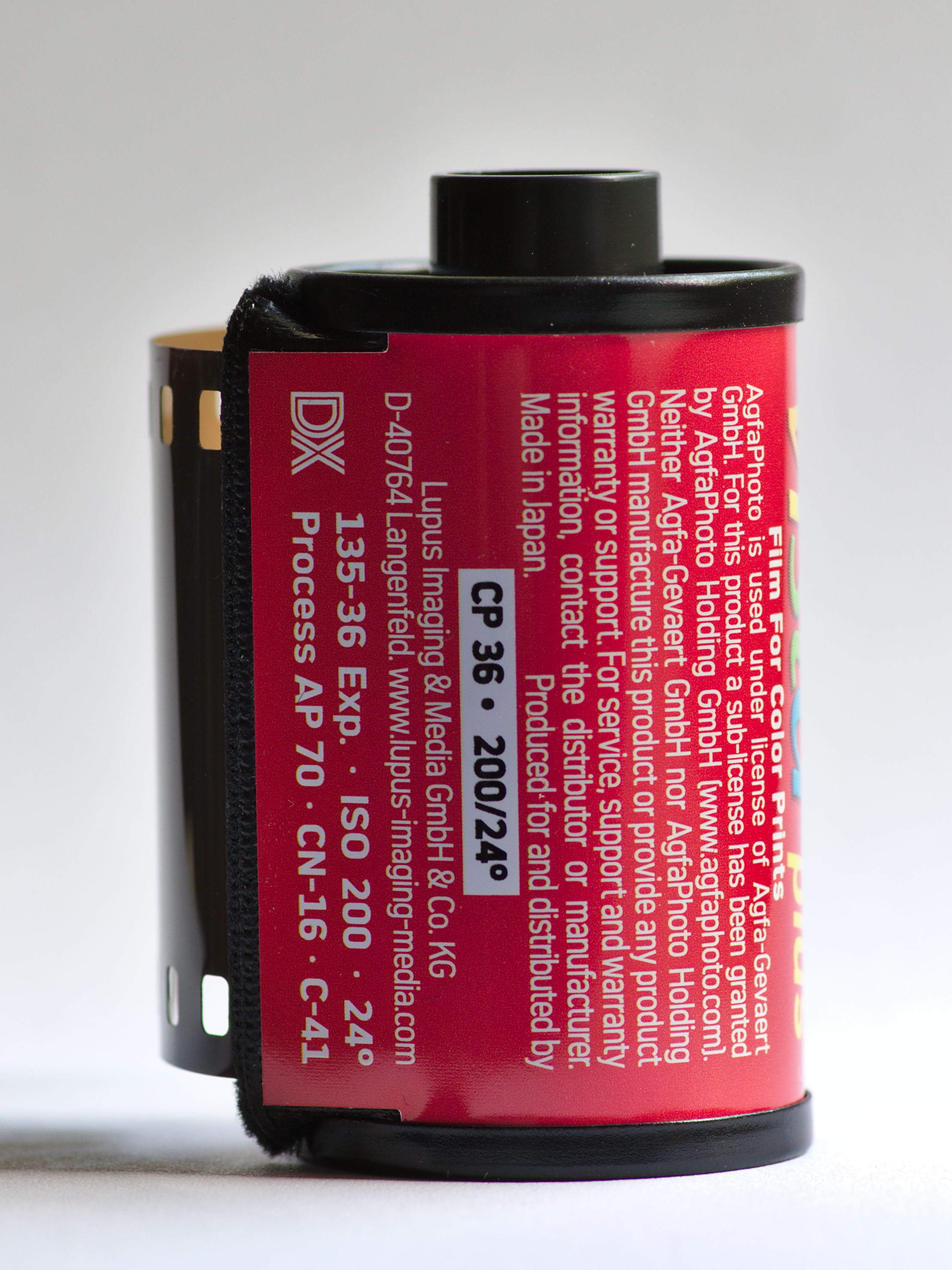
Un rullino 135 film AgfaPhoto Vista Plus

AgfaPhoto è un'azienda fotografica tedesca, formatasi nel 2004 quando Agfa-Gevaert ha venduto la sua divisione di Consumer Imaging. Agfa-Gevaert, creata da una fusione con la fabbrica di pellicole Gevaert nel 1964, per molti anni è stata conosciuta come un produttore di materiale fotografico orientato ai consumatori, infatti nella sua produzione sono incluse: pellicole, carte fotografiche e fotocamere. A un anno dalla nascita, AgfaPhoto è stata archiviata per insolvenza.

## Storia

### Rilevazione aziendale
Nel 2004 Agfa-Gevart ha annunciato di aver raggiunto un accordo definitivo per disinvestire l'intera divisione Consumer Imaging agli stessi dirigenti (definito buyout), che attraverso finanziamenti esterni l'hanno acquistata per 175,5 milioni di dollari. La cessione ha ricoperto tutta la divisione di Consumer Imaging, includendo pellicole, prodotti finiti e l'attrezzatura di laboratorio, raggruppati in una nuova azienda AgfaPhoto GmbH così come il relativo portafoglio affitti, in un rilevamento aziendale. La data di chiusura della transazione è stata il 2º novembre 2004.
La transazione si è dimostrata una perdita da 430 milioni di euro. Mentre le condizioni commerciali sia per HealthCare che per Graphic System sono migliorate considerevolmente per Agfa-Gevaert, mentre nel restante periodo dell'anno il gruppo risulta pesantemente risentito della perdita prevista dal disinvestimento del settore Consumer Imaging.

### Nuove opportunità
AgfaPhoto dopo le insolvenze del 2004, sopravvive alla concorrenza, concedendo l'utilizzo del proprio marchio da parte di Sagem, che si occuperà della produzione e vendita delle stampanti fotografiche.
In seguito a questa operazione l'azienda è riuscita a riproporsi sul mercato con nuovi prodotti nel settore Consumer Imaging.

## AgfaPhoto Holding GmbH
La holding AgfaPhoto GmbH, con sedi a Leverkusen e Colonia, tratta a livello internazionale nel settore delle immagini per consumatori. Si basa su una concessione di marchio a lungo termine con Agfa-Gevaert NV & Co, KG o Agfa-Gavaert NV, l'azienda ha richiesto delle sottolicenze per il marchio AgfaPhoto a Red-Dot-Logo.
I successivi prodotti di Consumer Imaging sono ancora offerti con i marchi AgfaPhoto: fotocamere digitali, videocamere, rullini, fotocamere monouso, memory card, driver USB, frame fotografici digitali, minilaboratori, assistenza, pezzi di ricambio, memorie ottiche e magnetiche, TV LCD, lettori DVD, proiettori portatili, binocoli, cartucce Ink, carta fotografica.

## Promozione
Il motto ufficiale è:  AgfaPhoto consente di “vivere” le immagini con maggiore intensità e in tutte le loro sfaccettature, e permette di condividere ricordi durevoli con familiari e amici.

## Prodotti
- Batterie:
- Carta fotografica:
- Cornici digitali:
- Fotocamere digitali: 
  - AgfaPhoto Selecta 14
  - AgfaPhoto Selecta 16
  - AgfaPhoto Precisa 1430
- Fotocamere tradizionali:
- Memory Card:
- Scanner fotografici:
- Videocamere: